# 紅連鰭䲗
红连鳍䲗（学名：Synchiropus altivelis）为䲗科连鳍䲗屬的鱼类，俗名红鼠䲗鱼、红䲗、帆鳍连鳍䲗。分布于日本本州中部以南、台湾岛以及海南等，一般生活于深海底层以及水深71至593米处。该物种的模式产地在日本长崎。